# Ut ur Afrika-hypotesen

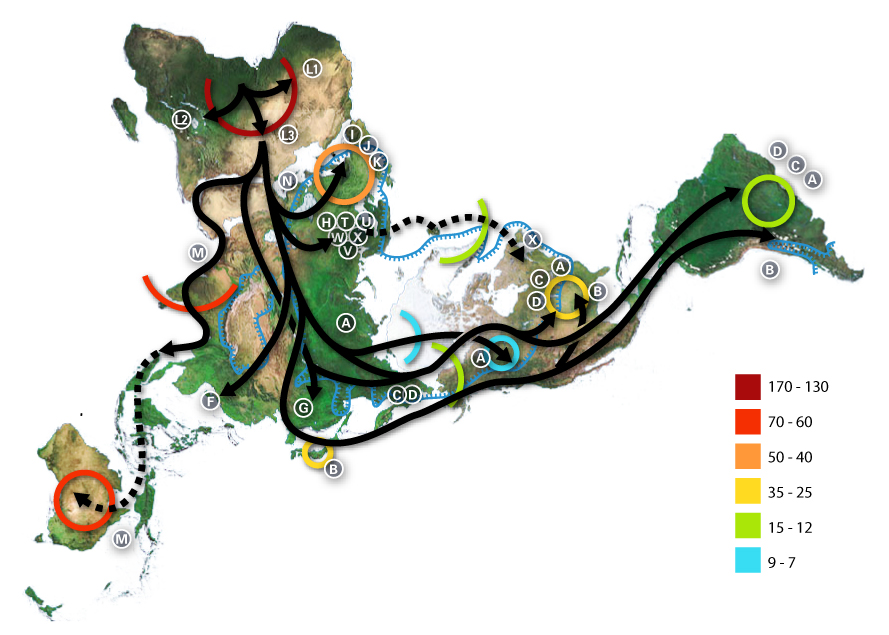
Människans spridning över världen enligt forskning om mitokondrie-DNA. Klicka på kartan så får du den i stort format!
Svarta linjer visar tänkta utbredningsvägar. Siffror och färger anger tusentals år före nutid. Bokstäver anger olika mitokondriegrupper.
Världsdelarnas inbördes placering har justerats för att tydligt kunna visa hur spridningen anses ha gått till. Afrika, varifrån människan har utgått, ligger uppe till vänster, Australien med senare bosättning visas nere till vänster. Den istäckta nordpolen ligger i mitten av bilden, Nordamerika och Sydamerika ligger till höger om mitten. Blå taggig linje är gränsen för is eller tundra under senaste istiden.

Ut ur Afrika-hypotesen eller Out of Africa är en teori om var i världen den anatomiskt moderna människan, Homo sapiens, utvecklades. Enligt denna modell uppstod Homo sapiens endast i Afrika, och samtliga människor härstammar från denna population. En konkurrerande teori, den så kallade multiregionala hypotesen, hävdar istället att Homo sapiens utvecklades parallellt från olika populationer av Homo erectus i både Afrika och Eurasien. Enligt denna teori har ett visst genflöde (genetiskt utbyte) skett mellan de olika befolkningsgrupperna. 
Den tidigaste arten av släktet Homo, Homo habilis, levde i Afrika för omkring 2,4 till 1,4 miljoner år sedan. Homo erectus kan enligt vissa ha utvecklats från Homo habilis. Vid skiftet mellan pliocen och pleistocen för knappt 2 miljoner år sedan emigrerade Homo erectus (ibland kallad Homo ergaster) från Afrika och spred sig till olika delar av Eurasien. Enligt Ut ur Afrika-hypotesen utvecklades den moderna människan relativt sent i Afrika, emigrerade till Eurasien och ersatte Homo erectus. Det är oklart om det skett något genutbyte mellan Homo sapiens och Homo erectus. Den anatomiskt sett moderna människan utvecklades för mindre än 200 000 år sedan.

## Människan lämnar Afrika
Den första emigrationen från Afrika av Homo sapiens skedde för 120 000–100 000 år sedan, då en grupp människor via Egypten nådde Levanten. Denna population dog dock ut för cirka 90 000 år sedan. För 60 000-80 000 år sedan gjordes nästa försök att lämna Afrika. Via nuvarande Eritrea lyckas en grupp ta sig över Röda havet till nuvarande Jemen. Ättlingarna till dem nådde Sydostasien för 50 000 år sedan och Australien för 40 000 år sedan, i det senare fallet bygger tidsangivelsen på åldersbestämning av fyndet av den så kallade Mungomannen, vid den numera uttorkade Mungosjön. Dessa tidsangivelser är omtvistade och kommer säkerligen att revideras. De första moderna människorna som kom till Europa kallas cromagnonmänniskan efter namnet på grottan i sydvästra Frankrike där de första fynden gjordes. Cromagnonmänniskan befolkade kontinenten för omkring 40 000 år sedan vilket inleder den arkeologiska perioden senpaleolitikum. Tidpunkten för ankomsten till Amerika är mycket omdebatterad. Den klassiska teorin säger att de tidigaste spåren av människor är föremål (bland annat spjutspetsar) funna i Clovis, New Mexico, USA. Cloviskulturen existerade för cirka 13 000 år sedan och anses ha varat i omkring 500 år. Fynd av tidigare mänsklig närvaro i Amerika har dock gjorts.

## Fossila fynd
De äldsta fossilen av anatomiskt moderna människor har hittats i Afrika, till exempel vid floden Omo i södra Etiopien, där fossil har daterats till cirka 195 000 år.
Ibland har skelettfynd i Australien och Nya Guinea använts som stöd för den multiregionala hypotesen. 40 000 år gamla skelett visar på en spenslig kroppsbyggnad, medan senare fossila fynd i området är mer robust byggda. Detta skulle peka på att korsningar skett mellan till exempel Homo erectus och senare anlända människor. Anhängare av ut ur Afrika-hypotesen förklarar istället dessa morfologiska skillnader med att befolkningen i Australien och Nya Guinea tidigt blev isolerade och därför utvecklade vissa särdrag för mellan ungefär 50 000 och 10 000 år sedan. Som ofta är fallet kombineras de fossilt inriktade argumenten med genetiska. Studier av ursprungsbefolkningens mitokondrier som ärvs på mödernet och Y-kromosomer ärvda på fädernet tolkas då som att aboriginerna och även de tidiga invånarna på Nya Guinea samtliga har samma afrikanska ursprung, det vill säga att de härstammar från den grupp Homo sapiens som lämnade Afrika för 60 000–80 000 år sedan.
Analyser av ett 36 000 år gammalt kranium från Hofmeyr i Sydafrika anses av ett forskarlag stödja teorin att anatomiskt moderna människor lämnade Afrika relativt sent. Jämförelser med fossila europeiska fynd av ungefär samma ålder (cromagnonmänniskor från senpaleolitikum) visar på stora likheter, vilket tolkas som resultatet av en snabb spridning av moderna människor från Afrika till Europa i linje med ut ur Afrika-hypotesen.

## Genetisk forskning
Cellkärnan hos alla organismer innehåller gener som utgörs av DNA. Dock finns vissa gener även utanför cellkärnan, och det är i mitokondrierna, som sköter cellens energiproduktion. Till skillnad från det genetiska materialet i cellkärnan ärvs DNA i mitokondrierna (mitokondrie-DNA) endast från modern. Om vi följer utvecklingslinjen på mödernet bakåt generation efter generation via en obruten linje av mödrar kommer alltfler av dessa linjer löpa samman. Detta leder i förlängningen till att vi alla härstammar från en och samma kvinna, en slags urmoder. Ibland sker mutationer av DNA och om man antar att detta sker med en någorlunda regelbunden hastighet erhålls ett evolutionärt verktyg som gör att man kan räkna bakåt och se när den första kvinnan levde som alla människor idag härstammar från.
Detta verktyg utnyttjades av en svensk forskargrupp som år 2000 publicerade en studie där man hade undersökt mitokondrie-DNA hos 53 människor från olika delar av världen. Man kom fram till att de tre äldsta grenarna av människans släktträd alla utgår från Afrika. Beräkningar i studien uppskattar vidare att vår urmoder, populärt kallad Mitokondrisk Eva eller ibland Afrikanska Eva, levde i Afrika någon gång mellan 220 000 och 120 000 år sedan.
Ett annat argument för ut ur Afrika-hypotesen baserat på mitokondrie-DNA-analyser presenterades i en artikel i Nature 1987 där mitokondrie-DNA från 147 individer från olika delar av världen jämfördes. Dessa personer kom från Afrika, Europa, Mellanöstern, Australien (aboriginer) och Nya Guinea. Resultatet var att den genetiska variationen av mitokondrie-DNA var störst hos individerna från Afrika, vilket tyder på att människan har ett afrikanskt ursprung.
Ytterligare en studie (publicerad 2010) baserat på genetiskt material, denna gång från 213 personer från Afrika, Europa och Asien, pekar på samma scenario.

### Neandertalarna
Enligt den multiregionala teorin skulle korsningar som lett till avkomma ha skett till exempel mellan neandertalare och cromagnonmänniskor, som nådde Europa för cirka 40 000 år sedan. I sådana fall borde en avsevärd mängd neandertalar-DNA finnas hos dagens européer. Modern genetisk forskning visar att mellan 1% och 5% av DNA i moderna européer och asiater kommer från neandertalarna. 
Vid en studie jämfördes mitokondrie-DNA från fyra olika neandertalarfossil och det konstaterades först och främst att dessa individer hade sinsemellan liknande mitokondrie-DNA. Denna typ av mitokondrie-DNA hittades ej vid analyser av nu levande människors DNA. Vidare jämfördes neandertalar-DNA med mitokondrie-DNA från tidiga Homo sapiens och resultatet var att de typiska mitokondrie-DNA-sekvenserna för neandertalare ej återfanns hos de tidiga människorna. Forskargruppen bakom studien konstaterar att neandertalarna inte lämnat något större genetiskt bidrag till tidiga Homo sapiens, men utesluter inte begränsad överföring.
Första utkastet från Neanderthal genome project, som leds av svenske Svante Pääbo, pekar däremot på en viss inblandning (mellan 1 och 4 procent) av neandertal-DNA inte bara hos moderna européer, utan hos alla icke-afrikaner. En nyare studie av samma forskare visade en högre andel, nio procent inblandning av DNA från neandertalare hos icke-afrikanska människor. Om detta resultat är riktigt så är varken ut-ur-Afrika-hypotesen eller multiregionala hypotesen helt korrekt. Även om huvuddelen av vårt ursprung är i Afrika, så tycks viss beblandning med neandertalmänniskorna ha skett, dock inte så mycket som i ren multiregionalism.
Vissa moderna människor på Nya Guinea (melanesier) verkar också ha upptagit genetiskt material från en äldre människotyp, den så kallade denisovamänniskan eller X-woman, funnen i Asien, som enligt senaste genetiska resultat (december 2010) var närmast släkt med neandertalmänniskan.

## Kritik
En tongivande kritik mot Ut ur Afrika-hypotesen kommer från kinesiska arkeologer, som menar att dagens befolkning i Kina har sitt ursprung från de Homo erectus som tidigare levde i regionen. Fynd av tänder från Homo sapiens i Zhirengrottan som är daterade till mer än 100 000 år före vår tid och från Fuyangrottan med en ålder på 120 000 till 80 000 år ger stöd åt dess hypotes, vilket utmanar den klassiska Ut ur Afrika-hypotesen.
Fynd av modern människa i Indonesiens regnskog är daterade 73 000 till 63 000 år före vår tid, vilket är 20 000 år före Ut ur Afrika-hypotesens teori.